# Rainer Langhans
Rainer Langhans, né le 19 juin 1940 à Oschersleben (Bode), Saxe-Anhalt, est un écrivain, réalisateur et acteur allemand. 
Il est aussi un soixante-huitard, connu pour sa relation avec Uschi Obermaier et pout avoir fondé plusieurs communautés intentionnelles en Allemagne, pour avoir été membre du groupe terroriste dit la Bande à Baader, et pour avoir soutenu qu' « en Allemagne, Hitler représente la spiritualité ». En 2011, il participe à la version allemande de l'émission de téléréalité Je suis une célébrité, sortez-moi de là !.

## Biographie
Rainer Langhans a grandi à Iéna en Thuringe d'un père ingénieur. Il a été jeune pionnier. Ses parents et lui ont déménagé fréquemment dans les différentes zones d'occupation et Rainer a connu différents systèmes scolaires. Après son Abitur en 1960, Langhans s'est engagé volontairement dans l'armée et a quitté la Bundeswehr en 1962 avec le grade Fähnrich en réserve. Il commence alors des études de droit à l'université libre de Berlin.
En mars 1967 il rejoint la Kommune 1 et commence à participer à des actions militantes anticonsuméristes. Il a entre autres distribués des tracts appelant à l'incendie de supermarché pour protester contre l'utilisation du napalm dans la guerre du Viêt Nam. Alors que  Andreas Baader et Gudrun Ensslin, qui militaient en marge de la Kommune 1, ont plus tard mis leurs menaces à exécution à Francfort, Langhans n'a pas été impliqué dans des faits terroristes. Il a été inculpé pour son militantisme puis relâché, par décision de la Kammergericht.
Il a eu pendant un temps une relation avec Uschi Obermaier dans la Kommune 1. Leur histoire est racontée dans le film biographique Das wilde Leben sorti en 2007, où son personnage est joué par Matthias Schweighöfer. Langhans voulait d'abord réaliser son propre film produit par Senator Film, mais les responsables ont jugé qu'il ne devait pas y avoit deux films sur le même thème. Rainer a vendu ses droits pour 15 000 €. Il a indiqué que son portrait dans le film était « très loin de la réalité » mais que le film « était très bien », qu'il avait « eu peur que ce soit bien pire ».
Il quitte ensuite la Kommune 1 et fonde la Haifisch-Kommune à Munich avec Uschi Obermaier. Après sa séparation d'avec Obermaier et la fin de la communauté, il fonde à Munich-Schwabing le harem de munich, une communauté qu'il partage avec Christa Ritter, Brigitte Streubel, Anna Werner et les sœurs jumelles Jutta Winkelmann et Gisela Getty.
Il a participé en 2011 à la 5e saison de la version allemande de Je suis une célébrité, sortez-moi de là !. Des 50 000 €  qu'il a reçu pendant l'émission, il a fait don de 20 000 €  au parti pirate bavarois et de 20 000 € pour Wikileaks et Julian Assange.

## Extrémisme
Langhans a été membre du groupe terroriste FAR dit la Bande à Baader.
Dans le journal alternatif allemand Die Tageszeitung, en 1989 Langhans recommande de développer ce qui a été commencé par Hitler :
« Spiritualität in Deutschland heißt Hitler. Und erst wenn du da ein Stück weiter bist, kannst du jenseits davon kommen, bis dahin aber mußt du das Erbe übernehmen. Wir haben keine Chance: Wir müssen dieses Erbe von unseren Eltern übernehmen, nicht im Sinne dieses braven, ausgrenzenden Antifaschismus, sondern im Sinne einer Weiterentwicklung dessen, was da von Hitler versucht wurde. Es bleibt uns keine Wahl, wir können uns noch so sehr dagegen sträuben. Hier sind wir Kinder geblieben, die negative Faschismustheorie der 68er reicht nicht aus, wir müssen daraus eine positive entwickeln. Das ist eine sehr gefährliche Sache, und als ich für mich die Gefahr erkannte, habe ich erst mal lange darüber geschwiegen, in den Büchern was angedeutet, vorsichtig, denn in dieser Richtung ist bisher natürlich nichts gelaufen. »
« En Allemagne, Hitler représente la spiritualité. Et ce n’est que lorsque tu auras avancé un peu que tu pourras dépasser cela. En attendant, tu dois assumer l'héritage. Nous n’avons pas de chance : nous sommes obligés de reprendre l’héritage de nos parents, non dans le sens d’un antifascisme total, bien intentionné, mais plutôt dans le sens d’un développement de ce qui a été tenté par Hitler. Nous n'avons pas le choix, nous avons beau nous y opposer de toutes nos forces. Ici, nous sommes restés des enfants, la théorie négative du fascisme de 68 ne suffit pas, nous devons en développer une positive. C'est une chose très dangereuse, et lorsque j'ai pris conscience du danger pour moi, j'ai d'abord longtemps gardé le silence à ce sujet, j'ai laissé entendre quelque chose dans les livres, avec prudence, car rien n'a bien sûr encore été fait dans cette direction. »
Selon lui, le national-socialisme doit être compris comme une « recherche de Dieu » erronée des Allemands. Hitler serait un spirituel empêché.

## Filmographie

### Acteur de cinéma
- 1971 : Haytabo d'Ulli Lommel
- 1973 : Le Monde sur le fil (Welt am Draht) de Rainer Werner Fassbinder
- 1979 : La Maladie de Hambourg (Die Hamburger Krankheit) de Peter Fleischmann
- 1984 : Tatort : Heißer Schnee (saison 15, épisode 9)

### Film mettant en scène Rainer Langhans
- 2007 : Das wilde Leben d'Achim Bornhak